# 松尾茂文
松尾 茂文（まつお しげふみ、1965年1月1日 - ）は日本の実業家。また落語家、ラジオパーソナリティとしての名義に牛乃家牛○、牛乃家べこまるがある。ピアレス代表取締役。

## 経歴
佐賀大学卒業。
マクドナルドフランチャイジー企業であるピアレスの代表を務める。パート、アルバイトを含む従業員は500人を超え、女性は70パーセントを締め、65歳以上のスタッフも30人以上勤務している。
2020年には、山口県の岩国市立岩口中学校にて職業講和を行った。
2021年、マクドナルド柳井店と柳井市が包括協定をした。
2022年8月には、山口県柳井市のマクドナルド柳井店にて「柳井金魚ちょうちん祭り」を開催。マクドナルドカラーの金魚のちょうちんで店内を装飾した。そのちょうちんは、地元のデザイナーと職人によるもので一つ一つ手作りされた。柳井市市長・井原健太郎は「松尾オーナーと柳井店の皆さんと様々な形で柳井市を盛り上げていきたい」と語った。同年12月、廿日市市宮内に県内最大級の敷地面積のマクドナルド廿日市市宮内店を開店。3歳から9歳までの子供が遊べるプレイランドも設置。廿日市市と包括協定を結び、こども110番の家にも認定された。松本太郎市長より、マクドナルドマークが入ったけん玉が手渡しされた。
2024年には、西村博之、はしもとみおらが出演したインタビュー集『活動遺産』の表紙に出演。
寺院、デイサービス、老人会などで落語を披露している。

## 人物
- 血液型はB型[11]。
- 趣味は古典芸能、車、映画、アウトドア料理、和装[11]。

## 出演

### 現在の出演

#### ラジオ
- 牛乃家 べこまるのラジヲSHOW劇場（FMはつかいち）、毎月第4月曜日 18:30 -

### 過去の出演

#### ラジオ
- えるこちゃんTimes（FMはつかいち）
- 葡萄亭わいんのラジオ寄席（FMはつかいち）

#### 書籍
- 『活動遺産』（デザインエッグ、2024年） - 表紙へ出演。